# نظام معركة التدخل العسكري في اليمن
هذا نظام معركة «التدخل العسكري في اليمن» أو «عملية عاصفة الحزم».

## السعودية وحلفائها
السعودية
- القوات المسلحة السعودية
  -  القوات البرية[1]
    -  سلاح المدرعات
      -  مجموعة لواء الملك فهد الثامن[2]
      -  مجموعة لواء خالد بن الوليد الثاني عشر[2]
      -  مجموعة لواء الملك خالد الرابع[3]

    - مشاة مدرع
      - لواء الملك عبدالعزيز العشرون[4]
      - لواء الامام سعود الكبير الحادي عشر[5]

    -  سلاح المشاة
      - لواء الملك سعود السادس عشر[6]

    -  لواء القوات الخاصة الرابع والستون[7]
      - الكتيبة الخامسة والثمانون

  -  طيران القوات البرية[8]
    -  مجموعة لواء الطيران الثانية

  - سلاح المدفعية[9]
  -  القوات الجوية[1]
    - جناح الطيران الثاني
      -  السرب الثالث
      -  السرب العاشر
      -  السرب الرابع والثلاثون

    - جناح الطيران الثالث
      - السرب السابع
      -  السرب الثالث عشر
      - السرب الخامس والسبعون
      -  السرب الثالث والثمانون
      -  السرب الثاني والتسعون

    - جناح الطيران الخامس
      -  السرب السادس
      - السرب الخامس والخمسون
      -  السرب التاسع والتسعون[10]

    - جناح الطيران السابع
      - السرب الثاني

    - جناح الطيران الثامن
      -  السرب السادس عشر

  -  القوات البحرية[1]
    - الأسطول الغربي[11]
    - مشاة البحرية[12]
      - كتيبة مشاة البحرية الأولى
      - كتيبة مشاة البحرية الثانية

  -  الدفاع الجوي[13][14][15]
  -  قوة جازان[2]
  - قوة نجران[2]
- رئاسة الاستخبارات العامة[1]
- حرس الحدود[16]
- الحرس الوطني[17]
  - لواء الأمير تركي بن عبد العزيز الآلي[18]
  - لواء الامير سعد بن عبد الرحمن الالي[19]
  - الأفواج

 الامارات
- القوات المسلحة الإماراتية
  - الجيش[20][21][22]
  -  القوات الجوية[23]

 البحرين
- قوة دفاع البحرين
  -  الجيش[24]
  -  سلاح الجو[25]

 مصر
- القوات المسلحة المصرية
  -  القوات الجوية[26]

 الأردن
- القوات المسلحة الأردنية
  -  سلاح الجو[27]

 المغرب
- القوات المسلحة الملكية المغربية
  -  القوات الجوية[28]

 الكويت
- القوات المسلحة الكويتية
  - المدفعية[29]
  - القوات الجوية[30]

 السودان
- القوات المسلحة السودانية
  - الجيش[31]
  -  القوات الجوية[32]

 اليمن
- القوات المسلحة اليمنية (الموالية لعبد ربه منصور هادي)
  -  القوات البرية
- الحراك الجنوبي[33]
  -  المجلس الانتقالي الجنوبي
- اللجان الشعبية[34][35]
- المقاومة الشعبية[36][37]